# Bratze
Bratze est un groupe allemand d'electropunk, actif entre 2007 et 2014.

## Histoire
Bratze combine le chant de Kevin Hamann, qui chantait sous le nom de ClickClickDecker en tant qu'artiste solo sur une guitare acoustique et appartenait plutôt au genre de la chanson, et les sons électroniques de Norman Kolodziej, qui jouait jusqu'à présent de l'electro sous le nom de Der Tante Renate. Leur premier album, Kraft, oscille entre techno, rave et morceaux acoustiques avec un minimum de fond électronique.
Hamann et Kolodziej se rencontrent en 2006 à Flensbourg et, après s'être vus plusieurs fois, enregistrent la chanson Jean Claude. La chanson se retrouve sur Internet et les deux musiciens reçoivent de plus en plus de demandes pour savoir si d'autres titres allaient suivre. Début 2007, ils décident d'enregistrer un album entier et planifient une tournée pour la fin de l'année. Comme le directeur du label, Lars Lewerenz, avait une si grande confiance dans les musiciens, l'album est publié par Audiolith Records sans qu'il ait écouté le disque au préalable.
Certains titres de chansons jouent ironiquement avec le nom de l'album Kraft. Ainsi, on suppose que les titres Dudikoff, Jean Claude et Lundgren font allusion aux acteurs Michael Dudikoff, Jean-Claude Van Damme et Dolph Lundgren. Le titre Im Auge des Lachs contient une mélodie de la chanson No Good (Start the Dance) de The Prodigy, sortie en 1994.
Après Kraft, Hamann et Kolodziej se consacrent d'abord à leurs projets solo. Le 19 mars 2010, Korrektur nach Unten, le deuxième album du duo, sort chez Audiolith. Peu de temps après, le groupe part en tournée en Allemagne et se produit dans divers festivals durant l'été 2010. En décembre 2010, l'Institut Goethe permet une tournée en Russie.
En 2011, Bratze fait une pause, mais le groupe se produit tout de même au Reeperbahn Festival et au Omas Teich Festival.
Le 26 mai 2014, le groupe annonce sa séparation après un concert d'adieu le 2 octobre de la même année. Après avoir affiché complet très tôt, ces « funérailles » sont reportées au 3 octobre afin qu'elles puissent avoir lieu dans une salle de concert plus grande. 

## Discographie

### Albums studio
- 2007 : Kraft (CD/LP, Audiolith)
- 2010 : Korrektur nach Unten und die Notwendigkeit einer Übersetzung (CD/LP, Audiolith)
- 2012 : Highlight  (CD/LP, Audiolith)

### EP
- 2008 : Waffe (7", Audiolith)

### Singles
- 2010 : Ohne das ist es nur noch laut (Download, Audiolith)
- 2010 : Die auswendigen Muster (Download, Audiolith)
- 2012 : Strafplanet (Download, Audiolith)
- 2012 : Zitate (Download, Audiolith)